# Crack No-CD
Un crack No-CD o crack No-DVD es un archivo ejecutable modificado o un programa byte patcher especial que remueve los mecanismos internos de verificación de CD permitiéndole al usuario usar software sin la necesidad de insertar el CD-ROM o DVD-ROM.
Este acto es una forma de cracking de software. Los cracks No-CD pueden ser encontrados en Internet de varios sitios web de ingeniería inversa o redes de distribución de archivos. Los cracks No-CD poseen usos legales, como crear backups de software de posesión legal (un derecho de usuario por ley en muchos países) o evitar el inconveniente de colocar un CD o DVD en la unidad de disco cada vez que el software es usado, si bien esto puede ser igualmente utilizado para burlar las leyes de software al permitir la ejecución de versiones completas de aplicaciones de posesión no legal o trials de tiempo limitado de las aplicaciones sin el disco original.
Aunque algunos usos de los cracks No-CD son legales, los cracks en sí mismos son ilegales en algunos países, incluyendo Estados Unidos. De acuerdo al Capítulo 12 de la US Copyright Law (Ley de derechos de autor de EE. UU), "Ninguna persona deberá eludir una medida tecnológica que controle efectivamente el acceso a una obra protegida por este título". La máxima multa posible por una violación intencionada de la ley es de $500.000.

## Mini imágenes
Además de archivos ejecutables crackeados o byte patchers, la protección de CD puede ser en ocasiones burlada creando una mini imagen (de disco) que incluya solo el contenido del CD-ROM necesario para eludir la protección. Esta imagen puede ser entonces montada con un emulador de imágenes de disco como Daemon Tools para hacer creer a la computadora del usuario que la imagen de disco es el CD-ROM físico del software y que este se encuentra en la unidad de disco. No obstante, algunos programas intentan descubrir tales emuladores de imágenes de disco y se rehusarán  a funcionar si encuentran uno. Existen otros programas que intentan esconder la presencia de los emuladores de imágenes de disco de tal software protegido.